# Budna vas
Budna vas je naselje v Občini Sevnica.